# Sceiccato di Aqrabi
L'Aqrabi (in arabo: عقربي 'Aqrabī), ufficialmente Sceiccato di Aqrabi (in arabo: مشيخة العقربي Mashyakhat al-'Aqrabī), fu uno stato membro del Protettorato di Aden, della Federazione degli Emirati Arabi del Sud e dell'entità che la seguì, la Federazione dell'Arabia Meridionale. La sua capitale era Bir Ahmad. Lo Stato venne abolito nel 1967 con l'indipendenza delle Repubblica Democratica Popolare dello Yemen. L'area è ora parte dello Yemen.

## Storia
L'`Aqrabi abitato era un distretto situato lungo la linea costiera che si estendeva da Bir Ahmad a Ras Amran. I membri di questa tribù ebbero fama di grande coraggio. Gli sceicchi di `Aqrabi si separarono dal Sultanato di Lahej nel XVIII secolo. Nel 1839, il vicino porto di Aden divenne un avamposto dell'Impero britannico e grazie a questo l'`Aqrabi cominciò a crescere. Lo sceiccato era uno degli originali "Nove Cantoni" che firmarono accordi di protezione con il Regno Unito nel tardo XIX secolo. Divenne parte del Protettorato di Aden nel 1888.
Lo stato si unì alla Federazione degli Emirati Arabi del Sud nel febbraio del 1960 e dell'entità che la seguì, la Federazione dell'Arabia Meridionale, nel gennaio del 1963.
L'ultimo sceicco Mahmud ibn Muhammad Al `Aqrabi, fu deposto il 28 agosto 1967 e la sceiccato venne abolito nel novembre successivo alla fondazione della Repubblica Democratica Popolare dello Yemen.

## Elenco degli sceicchi
I regnanti portavano il titolo di Shaykh al-Mashyakha al-`Aqrabiyya.
- al-Mahdi ibn 'Ali al-`Aqrabi (1770 - 1833)
- Haydara ibn al-Mahdi al-`Aqrabi (1833 - 1858)
- `Abd Allah ibn al-Haydara `Aqrabi (1858 - 8 marzo 1905)
- al-Fadl ibn 'Abd Allah al-`Aqrabi (1905 - 1940)
- Muhammad ibn al-Fadl al-`Aqrabi (1940 - 1957)
- Mahmud ibn Muhammad al-`Aqrabi (1957 - 28 agosto 1967)